# Pathos
Pathos és un vocable grec (πάθος) que pot prendre diverses accepcions. És un dels tres modes de persuasió en la retòrica (juntament amb l'ethos i el logos), segons la filosofia d'Aristòtil. En la Retòrica d'Aristòtil (llibre 1, 1356), el pathos és l'ús dels sentiments humans per afectar el judici d'un jurat. Un ús típic seria intentar transmetre a l'audiència un sentiment de rebuig cap al subjecte d'un judici per intentar amb això influir en la seva sentència. En aquest sentit, es pot dir que crear en l'audiència un sentiment de rebuig cap al subjecte jutjat, al marge del fet que s'està jutjant, és en el sentit etimològic de la paraula crear un argument patètic.
- Es pot utilitzar aquest terme per a referir-se al sofriment humà normal d'una persona, el sofriment existencial, propi de l'ésser humà en el món i contrari al patiment patològic o mòrbid. Significa també passió, disbauxa passional no patològica però induïda.
- En la crítica artística, la paraula pathos s'utilitza per a referir-se a l'íntima emoció present en una obra d'art que desperta una altra emoció similar en qui la contempla.[3]
- Es pot definir com: «tot el que se sent o experimenta: estat de l'ànim, tristesa, passió, patiment, malaltia».
- Concepte ètic referit a tot el rebut per la persona, biològicament i cultural.

Dins del binomi eros-pathos, s'entén com la bipolaritat permanent d'amor-mort, del cicle genèsic que enllaça amb el patiment de l'amor, o amb l'amor sofrent.